# Hallaphis nigeriensis
Hallaphis nigeriensis är en insektsart. Hallaphis nigeriensis ingår i släktet Hallaphis och familjen långrörsbladlöss. Inga underarter finns listade i Catalogue of Life.